# Johnson Aguiyi-Ironsi
Johnson Thomas Umunnakwe Aguiyi-Ironsi (Umuahia, Abia, 3 de março de 1924 - Ibadã, 29 de julho de 1966) foi um militar e político nigeriano que serviu como o 2.º presidente da Nigéria entre 16 de janeiro de 1966 e 29 de julho de 1966, data em que foi deposto e morto durante confrontos ligados à Guerra Civil da Nigéria.